# 성간 무역 이론
성간 무역 이론(The Theory of Interstellar Trade)은 1978년 경제학자 폴 크루그먼이 쓴 논문이다. 그는 학술적 무의미한 경쟁에 지친 조교수 시절에 자신을 격려하기 위해 논문을 썼다고 한다.
크루그먼은 다음 문제를 분석하였다.
상품이 광속에 근접해 후송될 때 어떻게 운송에 대한 이자율을 계산할 것인가? 이것은 문제가 되는데, 왜냐하면 정거장의 관찰자보다 상품 운반자의 시간이 덜 걸리기 때문이다.
크루그먼은 해학적인 주제임에도 불구하고 논문에서의 경제적 분석이 정확하게 되었음을 강조했다. 그의 말에 따르면,
논문의 주제는 웃기지만, 이 분석은 실제로 말이 된다는 사실을 알아둘 필요가 있다. 그래서 이 논문은 물론 경제학에서 평범한 것에 반하는 웃기는 주제에 대한 진지한 분석이다.

## 논평
이 논문에 대해 경제학자 타일러 코웬(Tyler Cowen)은 시간여행이 시간 선호 할인(time preference discounting)에 어떻게 영향을 미치는지에 대해 고찰했다.
만약 당신이 광속에 가까운 우주선을 가지고 1000년을 10년으로 느끼게 만들었다고 가정하자. 만약 당신이 100배 빠르게 돈의 시간가치를 얻을 수 있다면, 그것은 효과적으로 당신에게 이자율을 100배 높게 적용하게 만들 것이다. 그러므로 시간 선호는 사라지게 된다. 이것은 경제이론의 문제가 된다. 크루그먼의 해결은 운송비용에 따르는 이자율을 배정하게 만든다.
이것은 표준 이자율 계산공식이다.
{\displaystyle FV=PV(1+i)^{n}}
위 운송에서 연료의 비용을 $X이다. 당신은 $1000를 가지고 있고, 현재부터 주관적인 10년간 수입을 증대시키기 위해 광속운송을 하여 얻는 가치가 어떤지 궁금하다고 하자.
지구에 머물 경우 :
{\displaystyle A=\$1000(1+i)^{10}}
운송을 할 경우 :
{\displaystyle B=(\$1000(1+i)^{1000})-\$X}
시간 선호 이론이 불변으로 남아있다면 A = B 인 것이 필연적 사실이므로, X를 유도할 수 있다고 크루그먼은 말한다. 미래에 자유 시장에서, 우주선 연료 비용은 이자율의 일차적 결정요소가 될 것이다. 연료가 더 쌀 수록, 이자율이 낮아지고 역도 성립한다.

## 관련 서적 및 논문
2004년 Espen Gaarder Haug 교수는 Wilmott 잡지에 거래자의 관찰시점에서 고속으로 이동하는 가상적 거래를 할 때, 차익거래(Arbitrage)를 피하는 금융 계산법을 전개하는 이론을 "우주시간-금융(SpaceTime-Finance)"이라는 제목의 이론으로 소개하였다.